# La Loge-Pomblin
La Loge-Pomblin est une commune française, située dans le département de l'Aube en région Grand Est.

## Géographie

### Communes limitrophes
| Saint-Phal |                 | Les Loges-Margueron |
|            | La Loge-Pomblin | Cussangy            |
| Avreuil    |                 | Vanlay              |

### Hydrographie

#### Réseau hydrographique
La commune est dans la région hydrographique « la Seine de sa source au confluent de l'Oise (exclu) » au sein du bassin Seine-Normandie. Elle est drainée par l'Armance, le canal 01 de la Forêt Communale de la Loge Pomblin, le canal 02 de la Forêt Communale de la Loge Pomblin, le Fossé 01 de Pomblin et le Grillon,.
L'Armance, d'une longueur de 48 km, prend sa source dans la commune de Chaource et se jette  dans l'Armançon à Saint-Florentin, après avoir traversé 19 communes.

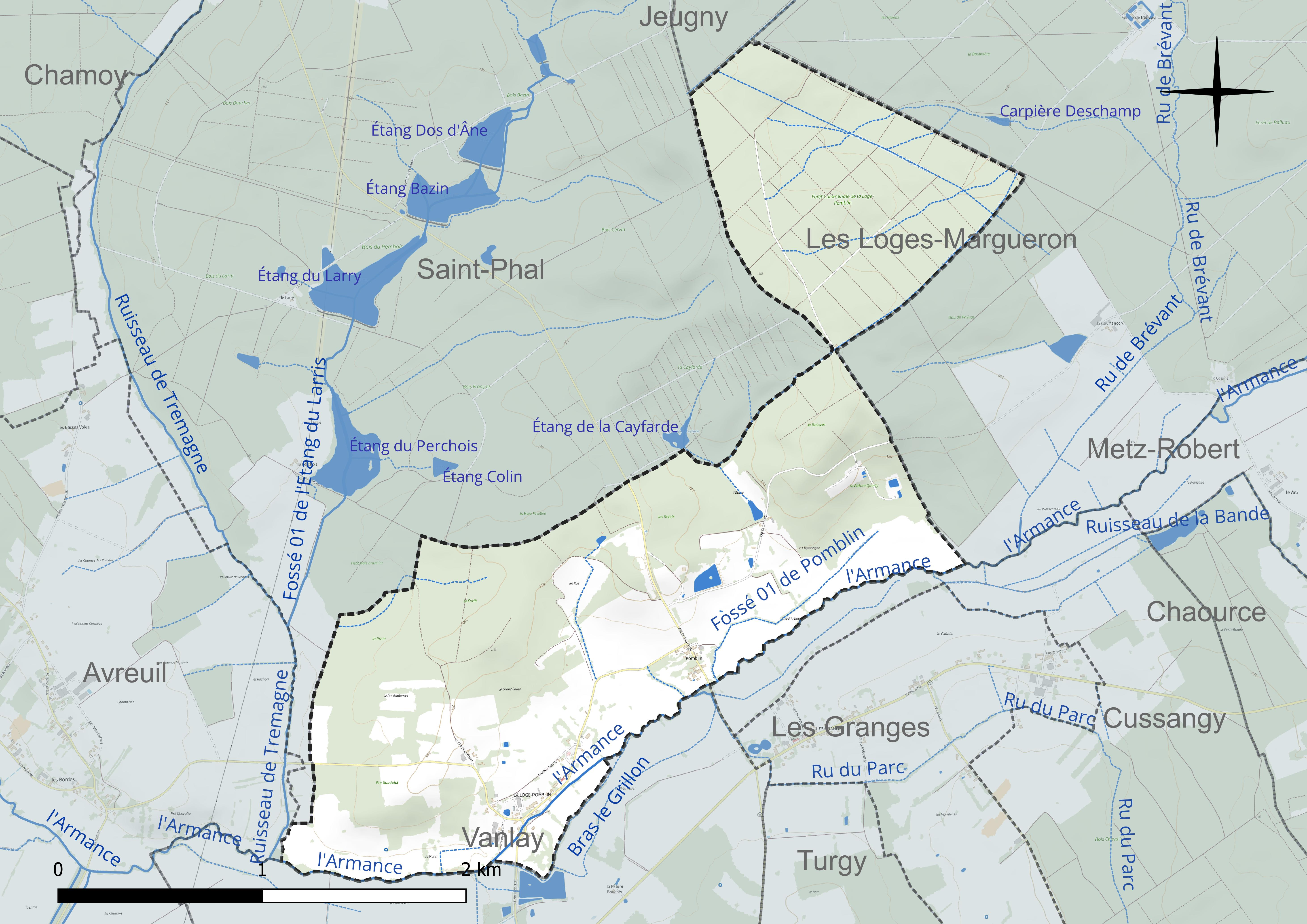
Réseau hydrographique de la Loge-Pomblin.

#### Gestion et qualité des eaux
Le territoire communal est couvert par le schéma d'aménagement et de gestion des eaux (SAGE) « Armançon ». Ce document de planification concerne le territoire du bassin versant de l'Armançon qui s’étend sur 3 100 km2 et se répartit sur trois départements (l'Aube, l'Yonne et la Côte-d'Or). Il a été approuvé le 6 mai 2013. La structure porteuse de l'élaboration et de la mise en œuvre est le syndicat mixte du bassin versant de l'Armançon (SMBVA).
La qualité des cours d’eau peut être consultée sur un site dédié géré par les agences de l’eau et l’Agence française pour la biodiversité.

### Climat
Pour des articles plus généraux, voir Climat du Grand Est et Climat de l'Aube.
En 2010, le climat de la commune est de type climat océanique dégradé des plaines du Centre et du Nord, selon une étude du Centre national de la recherche scientifique s'appuyant sur une série de données couvrant la période 1971-2000. En 2020, Météo-France publie une typologie des climats de la France métropolitaine dans laquelle la commune est exposée à un climat océanique altéré et est dans la région climatique Lorraine, plateau de Langres, Morvan, caractérisée par un hiver rude (1,5 °C), des vents modérés et des brouillards fréquents en automne et hiver.
Pour la période 1971-2000, la température annuelle moyenne est de 10,6 °C, avec une amplitude thermique annuelle de 15,8 °C. Le cumul annuel moyen de précipitations est de 737 mm, avec 11,7 jours de précipitations en janvier et 7,8 jours en juillet. Pour la période 1991-2020, la température moyenne annuelle observée sur la station météorologique de Météo-France la plus proche, « Chessy-les-Prés_sapc », sur la commune de Chessy-les-Prés à 9 km à vol d'oiseau, est de 11,2 °C et le cumul annuel moyen de précipitations est de 756,5 mm. 
La température maximale relevée sur cette station est de 41,4 °C, atteinte le 25 juillet 2019 ; la température minimale est de −22,2 °C, atteinte le 2 janvier 1997,,.
Les paramètres climatiques de la commune ont été estimés pour le milieu du siècle (2041-2070) selon différents scénarios d'émission de gaz à effet de serre à partir des nouvelles projections climatiques de référence DRIAS-2020. Ils sont consultables sur un site dédié publié par Météo-France en novembre 2022.

## Urbanisme

### Typologie
Au 1er janvier 2024, La Loge-Pomblin est catégorisée commune rurale à habitat dispersé, selon la nouvelle grille communale de densité à 7 niveaux définie par l'Insee en 2022.
Elle est située hors unité urbaine. Par ailleurs la commune fait partie de l'aire d'attraction de Troyes, dont elle est une commune de la couronne,. Cette aire, qui regroupe 209 communes, est catégorisée dans les aires de 200 000 à moins de 700 000 habitants,.

### Occupation des sols
L'occupation des sols de la commune, telle qu'elle ressort de la base de données européenne d’occupation biophysique des sols Corine Land Cover (CLC), est marquée par l'importance des forêts et milieux semi-naturels (67,9 % en 2018), une proportion sensiblement équivalente à celle de 1990 (68 %). La répartition détaillée en 2018 est la suivante : 
forêts (67,9 %), zones agricoles hétérogènes (17,4 %), prairies (14,1 %), terres arables (0,6 %). L'évolution de l’occupation des sols de la commune et de ses infrastructures peut être observée sur les différentes représentations cartographiques du territoire : la carte de Cassini (XVIIIe siècle), la carte d'état-major (1820-1866) et les cartes ou photos aériennes de l'IGN pour la période actuelle (1950 à aujourd'hui).

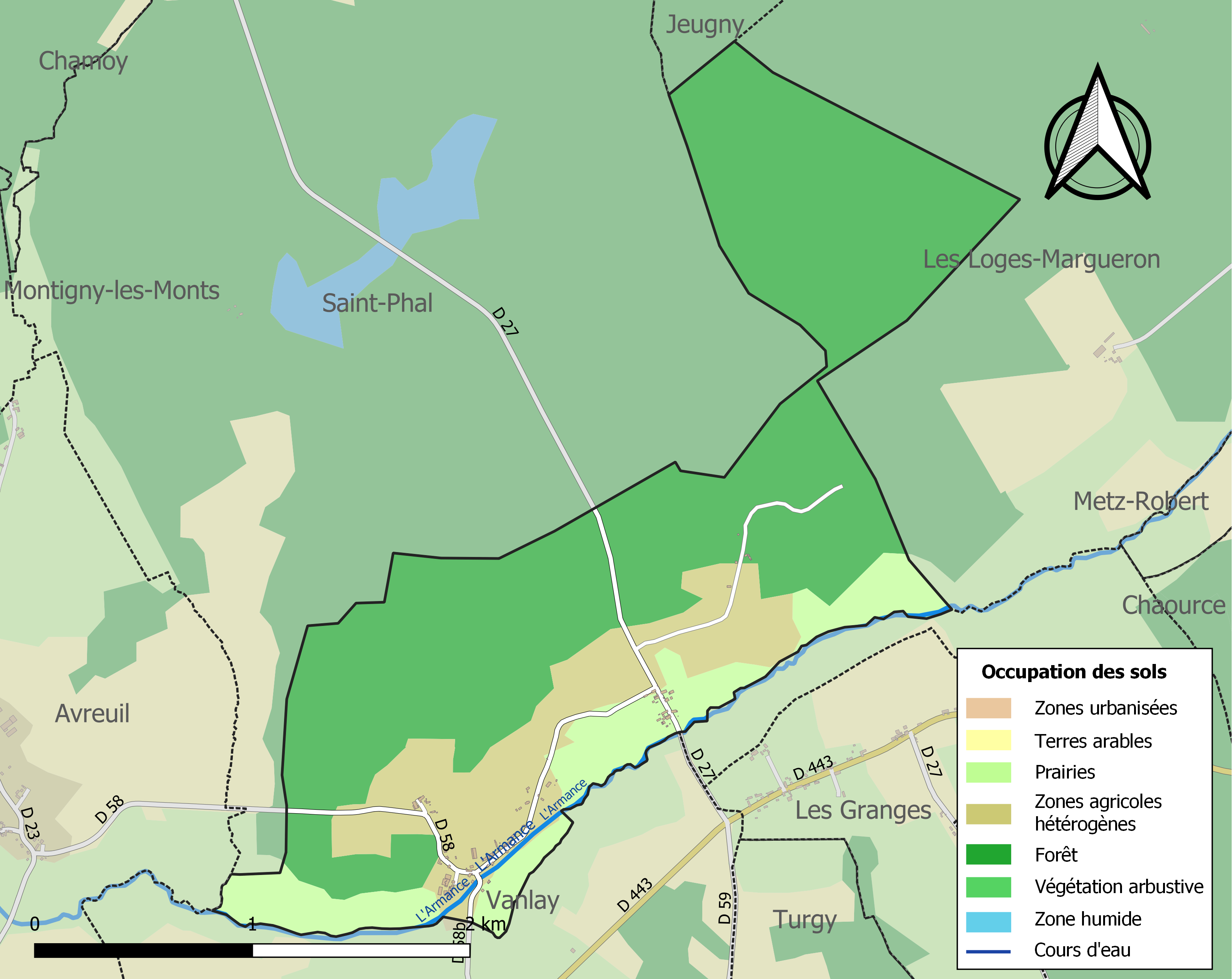
Carte des infrastructures et de l'occupation des sols de la commune en 2018 (CLC).

### Habitat et logement
En 2013 et  2018, le nombre total de logements dans la commune était de 34, alors qu'il était de 36 en 2008.
Parmi ces logements, 76,5 % étaient des résidences principales, 11,8 % des résidences secondaires et 11,8 % des logements vacants. Ces logements étaient pour 97,1 % d'entre eux des maisons individuelles et pour 2,9 % des appartements.
Le tableau ci-dessous présente la typologie des logements à la La Loge-Pomblin en 2018 en comparaison avec celle de l'Aube et de la France entière. Une caractéristique marquante du parc de logements est ainsi une proportion de résidences secondaires et logements occasionnels (11,8 %) supérieure à celle du département (4,7 %) et à celle de la France entière (9,7 %). Concernant le statut d'occupation de ces logements, 76,9 % des habitants de la commune sont propriétaires de leur logement (76,9 % en 2013), contre 57,8 % pour l'Aube et 57,5 % pour la France entière.
| Typologie                                               | La Loge-Pomblin | Aube | France entière |
| ------------------------------------------------------- | --------------- | ---- | -------------- |
| Résidences principales (en %)                           | 76,5            | 85,8 | 82,1           |
| Résidences secondaires et logements occasionnels (en %) | 11,8            | 4,7  | 9,7            |
| Logements vacants (en %)                                | 11,8            | 9,5  | 8,2            |

## Toponymie
Loge est issue du vieux bas-francique  *laubja, de l'allemand Laub « feuillage », Laube « tonnelle », du néerlandais loof[réf. nécessaire]. Son sens a évolué vers celui de hutte puis de cabane en bois, de hangar ou d'abri pour les animaux recouverts de feuillage, et enfin vers les sens modernes que nous connaissons[réf. nécessaire].
La Loge-Pomblin était située près de « Pont Belin ».

## Politique et administration

### Rattachements administratifs et électoraux

#### Rattachements administratifs
La commune se trouve depuis 1926 dans l'arrondissement de Troyes du département de l'Aube.
Elle faisait partie depuis 1802 du canton de Chaource. Dans le cadre du redécoupage cantonal de 2014 en France, cette circonscription administrative territoriale a disparu, et le canton n'est plus qu'une circonscription électorale.

#### Rattachements électoraux
Pour les élections départementales, la commune fait partie depuis 2014 du canton des Riceys
Pour l'élection des députés, elle fait partie de la deuxième circonscription de l'Aube.

### Intercommunalité
La Loge-Pomblin était membre de la communauté de communes du Chaourçois, un établissement public de coopération intercommunale (EPCI) à fiscalité propre créé en 2001 et auquel la commune avait transféré un certain nombre de ses compétences, dans les conditions déterminées par le code général des collectivités territoriales.
Dans le cadre des dispositions de la loi portant nouvelle organisation territoriale de la République du 7 août 2015, qui prévoit que les établissements publics de coopération intercommunale (EPCI) à fiscalité propre doivent avoir un minimum de 15 000 habitants, cette intercommunalité a fusionné avec sa voisine pour former, le 1er janvier 2017, la communauté de communes du Chaourçois et du Val d'Armance dont est désormais membre la commune.

### Liste des maires
| Période                                  | Période                        | Identité          | Étiquette | Qualité                           |
| ---------------------------------------- | ------------------------------ | ----------------- | --------- | --------------------------------- |
| Les données manquantes sont à compléter. |                                |                   |           |                                   |
| avant 1857                               |                                | M. Mathieu        |           |                                   |
| Les données manquantes sont à compléter. |                                |                   |           |                                   |
| mars 2001                                | septembre 2022,                | Michel Adolphe    |           | Ouvrier retraité Mort en fonction |
| décembre 2022                            | En cours (au 16 décembre 2022) | Jacky Gyé-Jacquot |           | Ouvrier agricole                  |

## Démographie
L'évolution du nombre d'habitants est connue à travers les recensements de la population effectués dans la commune depuis 1793. Pour les communes de moins de 10 000 habitants, une enquête de recensement portant sur toute la population est réalisée tous les cinq ans, les populations de référence des années intermédiaires étant quant à elles estimées par interpolation ou extrapolation. Pour la commune, le premier recensement exhaustif entrant dans le cadre du nouveau dispositif a été réalisé en 2007.

En 2022, la commune comptait 58 habitants, en évolution de −13,43 % par rapport à 2016 (Aube : +0,7 %, France hors Mayotte : +2,11 %).
| 1793 | 1800 | 1806 | 1821 | 1831 | 1836 | 1841 | 1846 | 1851 |
| ---- | ---- | ---- | ---- | ---- | ---- | ---- | ---- | ---- |
| 167  | 137  | 142  | 149  | 170  | 153  | 183  | 219  | 233  |

| 1856 | 1861 | 1866 | 1872 | 1876 | 1881 | 1886 | 1891 | 1896 |
| ---- | ---- | ---- | ---- | ---- | ---- | ---- | ---- | ---- |
| 219  | 212  | 217  | 156  | 144  | 169  | 180  | 177  | 152  |

| 1901 | 1906 | 1911 | 1921 | 1926 | 1931 | 1936 | 1946 | 1954 |
| ---- | ---- | ---- | ---- | ---- | ---- | ---- | ---- | ---- |
| 163  | 147  | 112  | 131  | 117  | 108  | 82   | 82   | 91   |

| 1962 | 1968 | 1975 | 1982 | 1990 | 1999 | 2006 | 2007 | 2012 |
| ---- | ---- | ---- | ---- | ---- | ---- | ---- | ---- | ---- |
| 99   | 79   | 63   | 82   | 68   | 57   | 67   | 68   | 66   |

| 2017 | 2022 | - | - | - | - | - | - | - |
| ---- | ---- | - | - | - | - | - | - | - |
| 68   | 58   | - | - | - | - | - | - | - |

## Culture locale et patrimoine

### Lieux et monuments
- Église Saint-Thomas-de-Cantorbéry de La Loge-Pomblin.

## Pour approfondir